# Israelsmissionens Unge
Israelsmissionens Unge (IU) er en ungdomsorganisation som har sit ophav i Den Danske Israelsmission og blev stiftet i 1996. Organisationen er medlem af Dansk Ungdoms Fællesråd (DUF) og har hovedsæde i Aarhus. IU ønsker at unge i Danmark må lære mere om kristen mission til jøder, kristendommens jødiske ophav og fremme forståelse for det jødiske folk og deres kultur. Israelsmissionens Unge ønsker også at skabe kendskab til geografien og kulturen i Israel/Palæstina og engagere unge i fredsskabende initiativer mellem kristne palæstinensere og messianske jøder og støtter i det hele taget forsoningsbestræbelserne i konflikten mellem Israel og Palæstina.